# Красный Яр (заказник)
«Красный Яр» — государственный природный заказник федерального значения в Иркутской области.

## История
Заказник «Красный Яр» был создан в 1960 году как региональный, а 21 ноября 2000 года получил статус государственного природного заказника федерального значения. С 2014 года заказник находится в административном подчинении ФГБУ «Заповедное Прибайкалье».

## Расположение
Заказник располагается на водоразделе реки Куда и озера Байкал, на территории Эхирит-Булагатского района Усть-Ордынского Бурятского округа. Общая площадь заказника составляет 49 120 га.

## Климат
Климат заказника резко континентальный. В январе средняя температура — −25 °С, в июле — 15 °С. Среднегодовое количество осадков составляет 271 мм.

## Флора и фауна
На территории заказника находятся пойменные болотные экосистемы. В заказнике произрастает башмачок известняковый, который занесён в Красную книгу России и в Красную книгу Иркутской области. На территории заказника обитает 26 видов млекопитающих, 132 вида птиц, 3 вида земноводных и 2 вида ящериц. Широко распространены изюбрь, косуля, лось, горностай, ласка, выдра, колонок, соболь, лисица, рысь, волк, медведь, белка, бурундук, красно-серая полёвка, полёвка-экономка. В Красную книгу занесены такие виды животных и птиц, как ночница иконникова, выдра, серый журавль, филин, коростель и др.